# Уебстър (окръг, Джорджия)
Вижте пояснителната страница за други значения на Уебстър.
Окръг Уебстър (на английски: Webster County) е окръг в щата Джорджия, Съединени американски щати. Площта му е 544 km², а населението - 2390 души (2000). Административен център е град Престън.